# John Knittel
John Knittel (* 24. März 1891 in Dharwar, Britisch-Indien als Hermann Emanuel Knittel; † 26. April 1970 in Maienfeld, Graubünden) war ein Schweizer Schriftsteller, der in englischer Sprache schrieb.

## Leben
John Knittel wurde als Sohn des württembergischen Missionars Hermann Wilhelm Knittel, der im Dienst der Basler Mission stand, und dessen Ehefrau Anna geborene Schultze aus Basel, deren Mutter aus Südtirol stammte, in Indien geboren. Hermann Wilhelm Knittel entstammte einer Glockengiesserfamilie in Cannstatt; Anna Schultzes Vater war Inhaber der C. Schultze'schen Universitäts-Buchdruckerei Basel gewesen. 1895 kehrten die Knittels mit ihren drei Kindern von Karnataka in die Schweiz zurück und erhielten 1907 in Basel das Schweizer Bürgerrecht zugesprochen. Dort besuchte John Knittel, der anfangs nur Kannada sprach, zuerst das Knabenhaus der Mission und anschliessend das Gymnasium am Münsterplatz, wo er Mitschüler von Carl Jacob Burckhardt war. Nach etwa zwei Monaten wurde er jedoch des Gymnasiums verwiesen, erhielt kurzzeitig ein paar Privatstunden bei einem Dr. Wolf, kam dann in ein Pfarrhaus in der Westschweiz, wo er Französisch lernte, und erhielt schliesslich eine Anstellung in der Baumwollfabrik seines Patenonkels.

### Schriftstellerische Anfänge
1910 übersiedelte er nach London und wurde Bankangestellter des Crédit Lyonnais. Ab 1915 arbeitete er bei der englischen Niederlassung einer amerikanischen Filmgesellschaft (Polyscope). Nebenher organisierte er ab und zu gesellschaftliche Anlässe. Einer davon war eine Schifffahrt auf der Themse, worauf er irrtümlicherweise als Schiffseigner bezeichnet wurde. In London lernte er Frances White Mac Bridger kennen, die er 1915 heimlich und gegen den Willen ihrer Eltern ehelichte. Aus der Ehe gingen drei Kinder hervor, Doreen (geb. 1917); Robert (geb. 1919), der später Verleger wurde und die berühmte Schauspielerin Luise Rainer heiratete; und Margret (geb. 1921), spätere Frau von Hubert Furtwängler, der zum engeren Freundeskreis der Geschwister Scholl gehörte (Widerstandsbewegung „Weisse Rose“).
Die Begegnung mit dem englischen Schriftsteller Robert Smythe Hichens im Jahr 1917 wurde zu einem Schlüsselerlebnis. Dieser erkannte Knittels literarisches Talent und verfasste mit ihm zwei Theaterstücke, die nie aufgeführt wurden.  Erst 1921 erschien Knittels erster Roman „Aaron West“ mit einem Vorwort von Hichens, das in den Rezensionen viel Beachtung fand und in deutschen Übersetzungen den Titel „Die Reisen des Aaron West“ oder „Kapitän West“ trägt. In England wurde er Mitglied des P.E.N.-Clubs.

### Rückkehr in die Schweiz und Auslandsaufenthalte
1921 reiste Knittel mit seiner Ehefrau, den Kindern und Robert Hichens in die Schweiz und liess sich am Genfersee nieder. In den folgenden Jahren kam es mit der Familie zu weiten Reisen: Ägypten, Algerien und Tunesien. In Ägypten (?) wurde er zum Bewunderer von Mahatma Gandhi und unterstützte ein humanitäres Schweizer Projekt, das das ärmliche Leben der Fellachen verbessern sollte. Von 1932 bis 1938 lebte Knittel mit seiner Familie und Robert Hichens in der Nähe von Kairo, war aber auch sehr viel in der Schweiz, wo seine Bühnenstücke „Protektorat“, „Hochfinanz“ und insbesondere die „Via Mala“ (Uraufführung am 17. September 1937 im Schauspielhaus Zürich) erfolgreich waren. Die beruflichen Aktivitäten und die weltpolitische Lage veranlassten Knittel und Hichens, nach Europa zurückzukehren. 1938 wurde als neue Unterkunft das Haus Römersteig über den Weinbergen von Maienfeld in Graubünden bezogen.

### Tätigkeiten im Zweiten Weltkrieg und die Folgen
Während des Zweiten Weltkrieges besuchte er Propagandaminister Joseph Goebbels in Berlin und wurde auf Einladung von Hans Carossa beim Weimarer Dichtertreffen 1941 Mitglied der Europäischen Schriftsteller-Vereinigung (ESV). Auch im Jahr 1942 besuchte  er als Schweizer Vertreter des ESV das Weimarer Dichtertreffen. 1943 setzte er sich vergeblich für die zum Tode verurteilten Freunde seiner Tochter ein, die zum Widerstandskreis der Weißen Rose gehörten: Willi Graf, Alexander Schmorell und Kurt Huber. Schweizer Schriftstellerkollegen galt er als «Nazifreund». Daraufhin verliess er 1945 den Schweizerischen Schriftstellerverband (siehe Autorinnen und Autoren der Schweiz, AdS), nicht aber den P. E. N.-Club, der sich für seine Streichung von der Schwarzen Liste in England eingesetzt hatte.

## Werke
Knittel schrieb seine Werke sämtlich in englischer Sprache. Sein Schweizer Verlag vermarktete ihn als deutschsprachigen Schweizer Schriftsteller, ohne die jeweiligen Übersetzer anzugeben.

### Romane und Erzählungen
- Aaron West, Roman, 1921 (dt. Die Reisen des Aaron West / Kapitän West, 1922)
- A Traveller in the night, Roman, 1924 (dt. Der Weg durch die Nacht, 1926)
- Into the abyss, Roman, 1927 (dt. Thérèse Etienne, 1927)
- Nile Gold, Roman, 1929 (dt. Der blaue Basalt, 1929)
- Midnight People, Roman, 1930 (dt. Abd-el-Kader, 1930)
- Cyprus Wine, 1933 (ohne deutsche Übersetzung!)
- The Commander, Roman, 1933 (dt. Der Commandant, 1933)
- Via Mala, Roman, 1934 (dt. Via Mala, 1934)
- Dr. Ibrahim, Roman, 1935 (dt. El Hakim, 1936)
- The asp and other stories, Erzählungen, 1936 (dt. Die Aspis-Schlange und andere Erzählungen, 1942)
- Power for sale, Roman, 1939 (dt. Amadeus, 1939; Fortsetzung von Thérèse Etienne, in der er für das Atlantropa-Projekt wirbt)
- Terra Magna, Roman, 1948
- Jean-Michel, Roman, Orell Füssli, Zürich, 1953 (ungekürzte Taschenbuchausgabe, Heyne, München, 2. Aufl. 1991)
- Arietta, Roman, 1957 (dt. Arietta. Marokkanische Episode, 1959)

### Theaterstücke
- The Torch, Schauspiel, 1922
- High Finance, Schauspiel, 1934
- Protektorat. Ein volkstümliches Drama unseres Zeitalters, 1935 (Dramatisierung von Abd-el-Kader)
- Via Mala, Drama, 1937
- Sokrates, Drama, 1941
- La Rochelle, Drama, 1943/44
- Thérèse Etienne, Drama, 1950

## Filmografie
- 1920: Het verborgen leven (NL, GB), unter der Regie von Maurits Binger und B.E. Doxat-Pratt
- 1929: Der Weg durch die Nacht (D), unter der Regie von Robert Dinesen, mit Margita Alfvén, Friedrich Ettel u. a.
- 1944: Se abre el abismo (ARG), unter der Regie von Pierre Chenal, mit Pablo Acciardi u. a.
- 1943–45/1948/1950: Via Mala (D/D (Ost)/BRD), unter der Regie von Josef von Báky, mit Karin Hardt, Carl Wery, Albert Florath, Hilde Körber u. a.
- 1957: El Hakim (D), unter der Regie von Rolf Thiele, mit O. W. Fischer, Michael Ande, Nadja Tiller, Charles Regnier u. a.
- 1958: Therese Etienne (F/IT), unter der Regie von Denys de La Patellière
- 1961: Via Mala (D), unter der Regie von Paul May, mit Gert Fröbe
- 1985: Via Mala (D, TV), unter der Regie von Tom Toelle, mit Mario Adorf, Maruschka Detmers, Sissy Höfferer u. a.